# 1763 w polityce

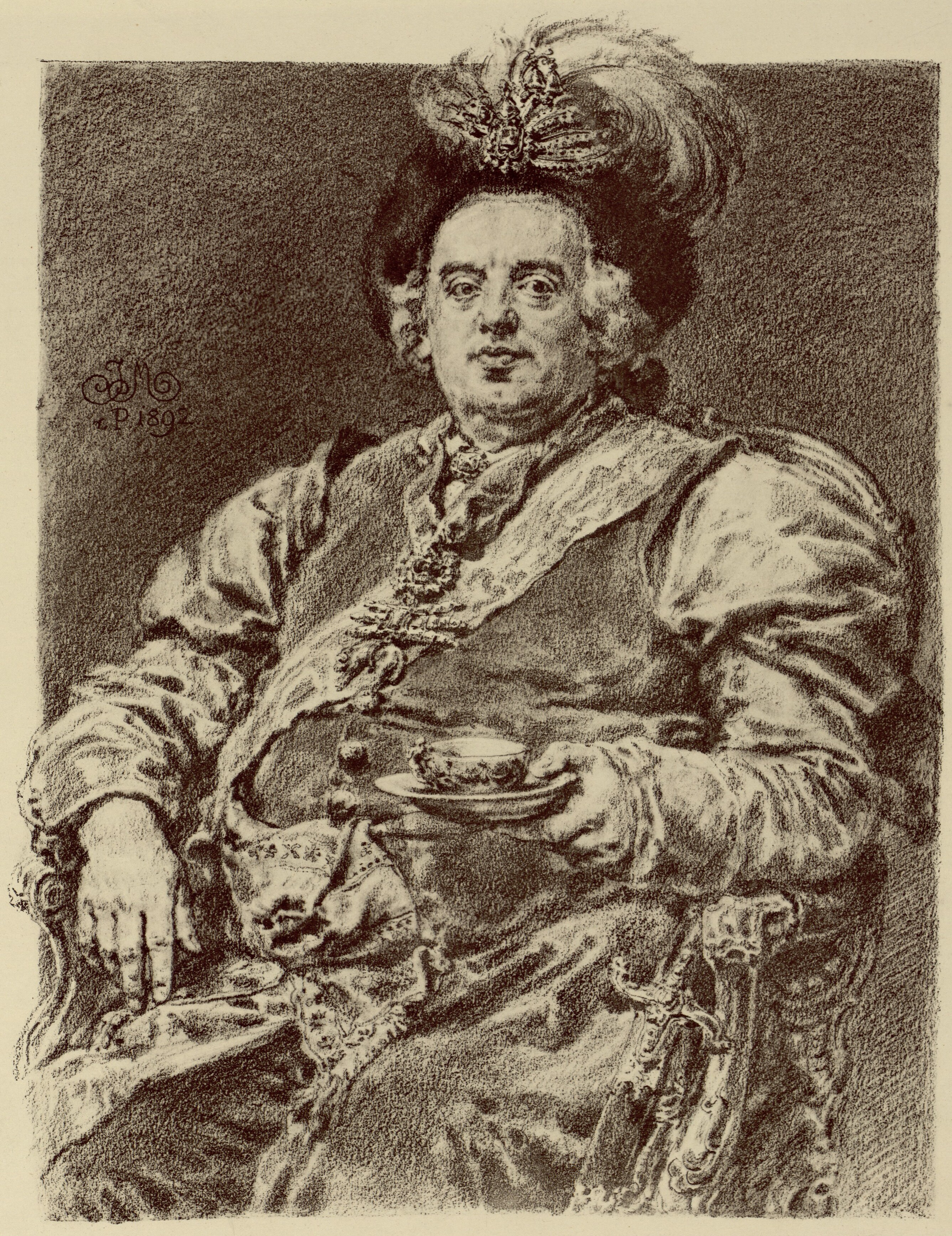
August III Sas

Wydarzenia polityczne w 1763 roku.

## Urodzili się
- Jan Baptysta Juliusz Bernadotte, marszałek Francji, od 1818 król Szwecji[1].

## Zmarli
- 5 października August III Sas, król Polski[2].